# 찰스 S. 더턴
찰스 S. 더턴(Charles S. Dutton, 1951년 1월 30일 ~ )은 미국의 배우, 감독, 제작자이다.

## 출연 작품
- 카터 하이 (2015)
- 베시 (2015)
- 왓 로라 원츠 (2014)
- 안드로이드 캅 (2014)
- 더 몽키스 포 (2013)
- 더 잭 스토리 (2013)
- 피플즈 (2013)
- 오바마 이펙트 (I) (2012)
- 배드 애스 (2012)
- 러브 (2012)
- 파워스 (2011)
- 더 기프트 (2010)
- 리전 (2010)
- 페임 (2009)
- Racing for Time (2008)
- 아메리칸 바이올렛 (2008)
- 더 익스프레스 (2008)
- 더 써드 네일 (2007)
- 허니드리퍼 (2007)
- 스레시홀드 (2005)
- 슬리퍼 셀 (2005)
- LA 폭동 (2005)
- 썸딩 더 로드 메이드 (2004)
- 어게인스트 더 로프 (2004)
- 시크릿 윈도우 (2004)
- D.C. 스나이퍼: 공포의 23일 (2003)
- 고티카 (2003)
- 디-톡스 (2002)
- 네고시에이터 2 (2000)
- 리빙 하바나 (2000)
- 뉴욕 대지진 (1999)
- 쿠키의 행운 (1999)
- 랜덤 하트 (1999)
- 블라인드 페이스 (1998)
- 퍼스트 타임 펄런 (1997)
- 미믹 (1997)
- 버스를 타라 (1996)
- 타임 투 킬 (1996)
- 라스트 댄스 (1996)
- 피아노 레슨 (1995)
- 비성 (1995)
- 닉 오브 타임 (1995)
- 세븐 (1995)
- 서바이벌 게임 (1994)
- 와일드 블랙 (1994)
- 사회에의 위협 (1993)
- 루디 이야기 (1993)
- 제이제이 (1992)
- 에이리언 3 (1992)
- 미시시피 마살라 (1991)
- 사랑과 슬픔의 맨하탄 (1990)
- 상처 뿐인 훈장 (1989)
- 쏘냐 (1988)
- 크로커다일 던디 2 (1988)
- 어팔러지 (1986)
- 캣츠 아이 (1985)

### 텔레비전
- 마이애미의 두 형사 (1986)
- 트루 우먼 (1997, True Women)
- 위드아웃 어 트레이스 (2002-03)
- 하우스 (2006-07)